# هليوكليس الأول
هليوكليس الأول هو آخر ملك من الملوك الإغريق البختريين، والذي حكم في الفترة ما بين سنتي 145–120 سنة قبل الميلاد.
سك في عهده، كما في باقي الملوك الإغريق البختريين، كمية وافرة من النقود المعدنية.